# In der Barbierstube

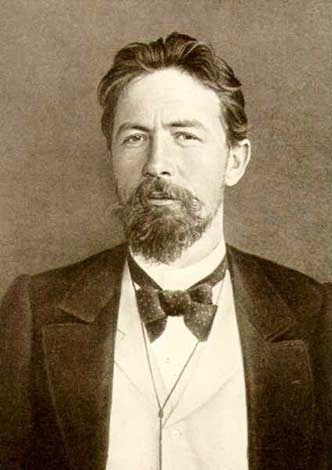
Anton Tschechow

In der Barbierstube (russisch В цирульне, W zirulne) ist eine Kurzgeschichte des russischen Schriftstellers Anton Tschechow, die am 7. Februar 1883 im Sritel, einer Moskauer Illustrierten für Humor, erschien. Zu Lebzeiten des Autors wurde der Text ins Ungarische, Deutsche, Polnische, Serbokroatische, Finnische, Tschechische und Schwedische übersetzt.

## Inhalt
Moskau um sieben Uhr morgens: Makar Kusmitsch Bljostkin hat seine enge, unansehnliche Barbierstube bereits geöffnet. Der um die 23-jährige ungewaschene, schmutzige Stutzer hat in der Frühe schon einen Kunden – seinen Paten Erast Iwanytsch Jagodow. Der Pate, ein Schlosser, hat sich den weiten Weg vom Roten Teich bis zur Barbierstube am Kalugaer Tor gemacht, weil er sich das lange Haar kostenlos alles ratzekahl runterschneiden lassen möchte. Makar macht sich ans Werk, dass die Schere nur so quietscht. Über der Arbeit erkundigt er sich beim ersten „Kunden“ nach dem werten Befinden der Gattin und vor allem der Tochter Anna Erastowna. Anna wurde mit einem gewissen Schejkin – einer guten Partie – verlobt. In einer Woche soll die Hochzeit ein. Makar ist herzlich eingeladen. Makar lässt die Schere fallen und weint. Hatte er doch Anna einen Antrag gemacht und dem Paten die Haare stets kostenlos geschnitten. Nun ist alles aus. Makar kann an jenem Tag nicht mehr arbeiten. Der Pate muss mit einer geschorenen Kopfhälfte – wie ein Zuchthäusler – den weiten Heimweg zum Roten Teich antreten.

## Verfilmung
- 1977, Sowjetunion, Mosfilm: Komische Leute![5] (russisch) – Episodenfilm von Michail Schweitzer[6] mit Waleri Solotuchin als Barbier Makar und Jewgeni Perow[7] als sein Pate Erast Jagodow.

## Verwendete Ausgabe
- Gerhard Dick (Hrsg.), Wolf Düwel (Hrsg.): Anton Tschechow: Gesammelte Werke in Einzelbänden: In der Barbierstube. S. 75–80 in: Gerhard Dick (Hrsg.): Anton Tschechow: Vom Regen in die Traufe. Kurzgeschichten. Aus dem Russischen übersetzt von Ada Knipper und Gerhard Dick. Mit einem Vorwort von Wolf Düwel. 630 Seiten. Rütten & Loening, Berlin 1964 (1. Aufl.)[8]